# Renfrew-Nord
Pour les articles homonymes, voir Renfrew.
Circonscription électorale fédérale du Canada
Renfrew-Nord ((en) Renfrew North) (aussi connue sous le nom de Renfrew-Nord—Nipissing-Est) fut une circonscription électorale fédérale de l'Ontario, représentée de 1867 à 1979.
C'est l'Acte de l'Amérique du Nord britannique de 1867 qui divisa le comté de Renfrew en deux districts électoraux, Renfrew-Nord et Renfrew-Sud. Renommée Renfrew-Nord—Nipissing-Est en 1972, la circonscription fut abolie en 1976 et redistribuée parmi Nipissing, Parry Sound—Muskoka et Renfrew—Nipissing—Pembroke.

## Géographie
En 1867, la circonscription de Renfrew-Nord comprenait:
- Les cantons de Ross, Bromley, Westmeath, Stafford, Pembroke, Wilberforce, Alice, Petawawa, Buchanan, South Algona, North Algona, Fraser, McKay, Wylie, Rolph, Head, Maria, Clara, Haggerty, Sherwood, Burns et Richards

En 1892, elle comprenait:
- La ville de Pembroke
- Le village d'Eganville North of the River Bonnechère
- Les cantons de Ross, Bromley, Westmeath, Stafford, Pembroke, Wilberforce, Alice, Petawawa, Buchanan, South Algona, North Algona, Fraser, McKay, Wylie et Rolph

## Députés
| Législature                                                                                 | Années       | Député              | Député             | Parti        |
| Renfrew-Nord                                                                                | Renfrew-Nord | Renfrew-Nord        | Renfrew-Nord       | Renfrew-Nord |
| ------------------------------------------------------------------------------------------- | ------------ | ------------------- | ------------------ | ------------ |
| 1re                                                                                         | 1867–1869    |                     | John Rankin        | Conservateur |
| 1re                                                                                         | 1869-1872    | Francis Hincks      |                    | Conservateur |
| 2e                                                                                          | 1872–1874    |                     | James Findlay      | Libéral      |
| 3e                                                                                          | 1874–1874    |                     | Peter White        | Conservateur |
| 3e                                                                                          | 1874-1875    |                     | William Murray     | Libéral      |
| 3e                                                                                          | 1876-1878    |                     | Peter White (2)    | Conservateur |
| 4e                                                                                          | 1878–1882    |                     | Peter White (2)    | Conservateur |
| 5e                                                                                          | 1882–1887    |                     | Peter White (2)    | Conservateur |
| 6e                                                                                          | 1887–1891    |                     | Peter White (2)    | Conservateur |
| 7e                                                                                          | 1891–1896    |                     | Peter White (2)    | Conservateur |
| 8e                                                                                          | 1896–1900    |                     | Thomas Mackie      | Libéral      |
| 9e                                                                                          | 1900–1904    |                     | Thomas Mackie      | Libéral      |
| 10e                                                                                         | 1904–1906    |                     | Peter White (3)    | Conservateur |
| 10e                                                                                         | 1906-1908    | Gerald Verner White |                    | Conservateur |
| 11e                                                                                         | 1908–1911    | Gerald Verner White |                    | Conservateur |
| 12e                                                                                         | 1911–1917    | Gerald Verner White |                    | Conservateur |
| 13e                                                                                         | 1917–1921    | Herbert John Mackie | Unioniste          |              |
| 14e                                                                                         | 1921–1925    |                     | Matthew McKay      | Libéral      |
| 15e                                                                                         | 1925–1926    |                     | Ira Delbert Cotnam | Conservateur |
| 16e                                                                                         | 1926–1930    |                     | Ira Delbert Cotnam | Conservateur |
| 17e                                                                                         | 1930–1935    |                     | Ira Delbert Cotnam | Conservateur |
| 18e                                                                                         | 1935–1937    |                     | Matthew McKay      | Libéral      |
| 18e                                                                                         | 1937-1940    | Ralph Warren        |                    | Libéral      |
| 19e                                                                                         | 1940–1945    | Ralph Warren        |                    | Libéral      |
| 20e                                                                                         | 1945–1949    | Ralph Warren        |                    | Libéral      |
| 21e                                                                                         | 1949–1953    | Ralph Warren        |                    | Libéral      |
| 22e                                                                                         | 1953–1957    | James Forgie        |                    | Libéral      |
| 23e                                                                                         | 1957–1958    | James Forgie        |                    | Libéral      |
| 24e                                                                                         | 1958–1962    | James Forgie        |                    | Libéral      |
| 25e                                                                                         | 1962–1963    | James Forgie        |                    | Libéral      |
| 26e                                                                                         | 1963–1965    | James Forgie        |                    | Libéral      |
| 27e                                                                                         | 1965–1968    | Len Hopkins         |                    | Libéral      |
| 28e                                                                                         | 1968–1972    | Len Hopkins         |                    | Libéral      |
| Renfrew-Nord—Nipissing-Est                                                                  |              |                     |                    |              |
| 29e                                                                                         | 1972–1974    |                     | Len Hopkins        | Libéral      |
| 30e                                                                                         | 1974–1979    |                     | Len Hopkins        | Libéral      |
| Circonscription dissoute parmi Renfrew—Nipissing—Pembroke, Nipissing et Parry Sound—Muskoka |              |                     |                    |              |